# Stekelstaarthagedis
De stekelstaarthagedis (Gastropholis echinata) is een wat grotere hagedis uit de familie echte hagedissen (Lacertidae).

## Naam en indeling
De wetenschappelijke naam van de soort werd voor het eerst voorgesteld door Edward Drinker Cope in 1862. Oorspronkelijk werd de naam Lacerta (Zootoca) echinata gebruikt.
Lange tijd werd deze soort tot het geslacht Lacerta gerekend. Het feit dat de soort niet in Europa leeft maar in Afrika en vanwege de anatomie en de ontwikkelde aanpassingen is de soort in een ander geslacht geplaatst. Dit is ook gebeurd met als alle andere soorten echte hagedissen die alleen in Afrika voorkomen.

## Uiterlijke kenmerken
De stekelstaarthagedis bereikt een kopromplengte van ongeveer 10 centimeter en wordt ongeveer 35 cm lang inclusief de staart. Het is een vrij grofgebouwde hagedis, en heeft een meestal groene tot groenbruine kleur, en een aantal kleine stekeltjes op de staart, waaraan deze soort makkelijk te herkennen is. Het onderscheid met verwante soorten is niet zo eenvoudig.
Deze hagedis heeft niet alleen gekielde buikschubben zoals bij alle soorten uit het geslacht Gastropholis het geval is, maar ook sterke kielen op de staartschubben. Deze dragen kleine doornachtige stekels die vermoedelijk dienen om meer grip te bieden tijdens een afsprong.

## Verspreiding en habitat
De stekelstaarthagedis komt voor in delen van westelijk Afrika en leeft in de landen Kameroen, Congo-Kinshasa, Equatoriaal-Guinea, Ghana, Gabon, Ivoorkust en Liberia. De habitat bestaat uit tropische en subtropische bossen.

## Levenswijze
Het is een boombewonende soort die veel klimt en snel tegen boomstammen omhoog kan rennen. Het voedsel bestaat uit kleine ongewervelden, zoals insecten en spinnetjes. De vrouwtjes zetten eieren af op de bodem.